# Кароліна Пантерс
«Каролі́на Па́нтерс» (англ. Carolina Panthers) — заснована у 1995 професійна команда з американського футболу розташована в місті Шарлотт, Північна Кароліна. Команда є членом Південного дивізіону, Національної футбольної конференції, Національної футбольної ліги (National Football League (NFL)).

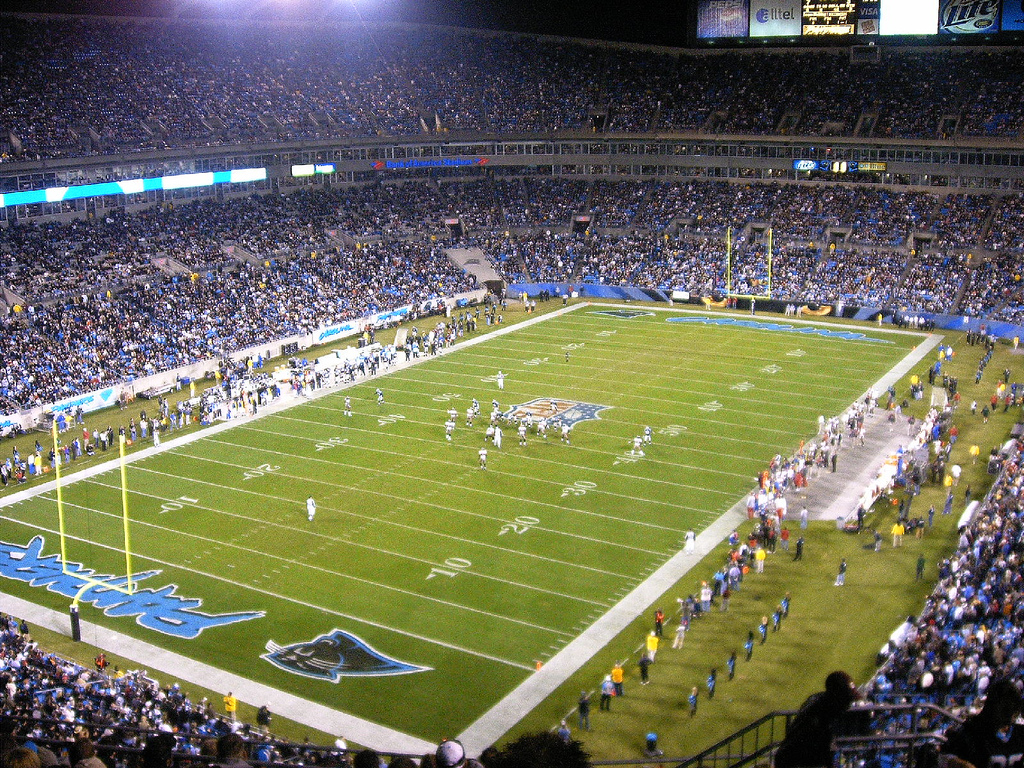
Американ Банк-стадіум

Домашнім полем для «Пантерс» є Бенк оф Америка Стедіум.
Головний тренер — Рон Рівера
«Пантерс» досі не виграли жодного Супербол (чемпіонат Американського футболу) (англ. AFC-NFC Super Bowl).
За оцінками Forbes вартість клубу складала 2,3 млрд. дол. Незмінний власник з часу заснування - Джері Річардсон та його сім'я, що володіють 48% акцій, інші 52% - 14 власників. 
«Пантери» були оголошені 29-ю франшизою ліги у 1993 році, і розпочали грати в НФЛ у 1995 році в Західному дивізіоні Національної футбольної конференції. У першому сезоні «Пантери» завершили сезон із 7 перемогами та 9 поразками (найкращий результат в історії для першого сезону команди у  НФЛ). Вже в другому сезоні (1996) команда перемогла  12-4 у власному дивізіоні (Західний дивізіон Національної футбольної конференції) програвши Фінал Конференції (Conference Championship) з рахунком 30-13 Грін-Бей Пекерс.
Наступним переможним сезоном став 2003, коли команда перемогла 11-5 у дивізіоні (Східний дивізіон Національної футбольної конференції) та у фіналі Конференції (Conference Championship) над Філадельфія Іглс 14-3. 01 лютого 2004 року у Х'юстон в фіналі Суперболу "Пантери" програли Нью-Інгленд Петріотс 29-32.  Супербоул XXXVIII було визнано глядачами та спортивними оглядачами як "Найкращий всіх часів"

## Зноски
1. ↑  https://www.pro-football-reference.com/teams/car/coaches.htm
2. ↑  Carolina Panthers on the Forbes NFL Team Valuations List. Forbes (англ.). Архів оригіналу за 26 листопада 2018. Процитовано 30 жовтня 2017.
3. ↑  Bart Simpson (27 вересня 2017), Super Bowl 38 - Patriots vs Panthers, архів оригіналу за 9 липня 2020, процитовано 16 листопада 2017
4. ↑  SI.com - Writers - Peter King: Super Bowl XXXVIII had it all, making it the best ever - Tuesday February 3, 2004 12:20PM. 5 квітня 2004. Архів оригіналу за 5 квітня 2004. Процитовано 16 листопада 2017.